# スコルコヴォ
スコルコヴォ（露：Ско́лково）とはロシアのモスクワ州モジャイスキー地区に位置する村であり、モスクワ環状道路の西方2kmのところに位置する。
元々自然豊かな地区だったが、ロシア政府がイノベーションを創出するためのエコシステムを都市として形成するという目的のために開発が進められた。このエコシステムには新科学技術大学とイノベーションセンターの創設、それらを支えるスコルコヴォ・シティーの整備が含まれている。

## スコルコヴォ・イノベーションセンター
スコルコヴォ・イノベーションセンター（英：Skolkovo Innovation Center, 露：Инновационный центр «Сколково»）とは、ロシアのハイテク拠点であり、ロシア版「シリコンバレー」とも呼ばれる。
このセンターはスコルコヴォ計画の一環で建設された。この計画の究極の目標は、ロシアが計画経済時代から蓄積してきた高水準の教育や強固な科学技術基盤をロシア経済近代化の優先５分野（エネルギー、ＩＴ、バイオ医療、宇宙、原子力）に活用し、ロシア内外の企業、大学、研究者等と協力して世界的な技術を有する企業を育成することである。経済開発貿易省のオレグ・フォミチョフ副大臣によれば、スコルコボが2020年まで、国家予算から1356億ルーブル（約4068億円）を受け取る。このセンターは2010年9月28日に当時大統領だったメドベージェフがサインしたロシアの連邦法第244号「イノベーションセンター『スコルコボ』について」に基づいて建設されている。
センターのためにスコルコヴォ財団が設置されており、投資会社「レノヴァ」のベクセルベルグ総裁と米インテルのバレット元最高経営責任者が共同理事長を務めている。評議会には、ルクオイル、ロスナノといったロシアの大企業、フィンランドのノキア、独シーメンス、インドのタタ、アメリカのシスコ、グーグル、IBMといったグローバル企業の幹部が参加している。
センターのために400ヘクタールの土地が既に確保されており、オフィスや研究所、大学、レジデンス等が建設されている。
このセンターには2000社近いスタートアップ企業が集結している。

## スコルコヴォ科学技術大学
スコルコヴォ科学技術大学（英：Skolkovo Institute of Science and Technology）はスコルコヴォ・イノベーションセンターに併設されている大学。略称スコルテック。
大学の特徴の1つが、技術の事業化を強く意識していることだ。その傾向は、入学時の試験内容からも顕著であり、エッセイ等の筆記のほか、3日間にわたるグループワークで、さまざまなワークの課題の中にある技術の事業化を問うようなものも含まれていた。